# روميل في القاهرة
 روميل يغزو القاهرة  (بالألمانية: Rommel ruft Kairo)‏ هو فيلم ألماني غربي عام 1959  حرب فيلم إثارة من إخراج ولفجانج شليف وبطولة أدريان هوفن، إليزابيث مولر وبيتر فان إيك. تستند إلى حادثة حقيقية من حملة شمال أفريقيا خلال الحرب العالمية الثانية. تم تصميم مجموعات الفيلم من قبل المخرج الفني لودفيج ريبر وهانز ستروبل. تم تصويرها في مصر. وأعاد فان إيك تمثيل دوره كـ لازلو الماسي في الفيلم البريطاني «ثقب في القاهرة» الذي صدر في العام التالي.